# Aeshna quadrifasciata
Aeshna quadrifasciata är en trollsländeart som först beskrevs av Müller 1764.  Aeshna quadrifasciata ingår i släktet mosaiktrollsländor, och familjen mosaiktrollsländor. Inga underarter finns listade i Catalogue of Life.